# FK Torpedo Riga
Pour les articles homonymes, voir Torpedo (homonymie) et FK Daugava Riga.
Maillots
Le FK Torpedo Riga est un ancien club letton de football basé à Riga. Le club fondé en 1957 et dissout en 2000.

## Historique

### Histoire
L'équipe a évolué à 9 reprises dans le championnat de Lettonie.

### Repères historiques
- 1957 : fondation du club sous le nom de RTP Riga
- 1971 : le club est renommé Torpedo Riga
- 1993 : le club est renommé Vidus Riga
- 1995 : le club est renommé Amstrig Riga
- 1996 : le club est renommé Daugava Riga
- 1997 : 1re participation à une Coupe d'Europe (C3, saison 1997/1998)
- 1998 : le club est renommé LU/Daugava Riga
- 2000 : dissolution du club

## Bilan sportif

### Palmarès
- Championnat de RSS Lettonie (3) 
  - Champion : 1984, 1986 et 1987

- Championnat de Lettonie
  - Vice-champion : 1996 et 1997

- Coupe de Lettonie (1) 
  - Vainqueur : 1989
  - Finaliste : 1982 et 1987

### Bilan européen
| Saison    | Compétition | Tour           | Club            | Domicile | Extérieur | Total |
| --------- | ----------- | -------------- | --------------- | -------- | --------- | ----- |
| 1997-1998 | Coupe UEFA  | Premier tour Q | Vorskla Poltava | 1 - 3    | 1 - 2     | 2 - 5 |
| 1998-1999 | Coupe UEFA  | Premier tour Q | NK Mura         | 1 - 2    | 1 - 6     | 2 - 8 |

Légende
- Victoire ou qualification pour le tour suivant
- Match nul
- Défaite ou élimination de la compétition

## Anciens joueurs
- Grigorijs Kuzņecovs
- Mihails Miholaps
- Vīts Rimkus
- Andrejs Piedels
- Artūrs Zakreševskis